# Den Ständiga Resan
Den Ständiga Resan – czwarty album solowy szwedzkiej piosenkarki Marie Fredriksson, znanej z występów w grupie Roxette. Został wydany w 1992 roku. W 2003 roku została wydana reedycja płyty z dodatkowymi utworami.

## Lista utworów
CD
1. "Intro"
2. "Det regnar igen"
3. "Så stilla så långsamt"
4. "Den ständiga resan"
5. "Så länge det lyser mittemot"
6. "Där isen är som tunnast"
7. "Medan tiden är inne"
8. "Ett enda liv"
9. "Tid för tystnad"
10. "Det jag verkligen ville"
11. "Den där novemberdan"
12. "Vem tror du att du är?"
13. "Genom ett krossat fönster"
14. "Mellan sommar och höst"
15. "Outro"
16. "Till sist"
17. "Sparvöga" *
18. "Ann-katrin, farväl" *
19. "Felicia-adjö" *
20. "Veronica" *

(* Bonusy na reedycji z 2003 roku wydanej na zremasterowanym CD.)